# Варамбон, Марк де Ри
Марк де Ри (фр. Marc de Rye; ок. 1545 — декабрь 1598 или начало 1599), маркиз де Варамбон — военный и государственный деятель Испанской империи.

## Биография
Сын Жерара де Ри (ум. 1575), маркиза де Трефор, барона де Балансон, сеньора де Вийяфанс, и Клод Луизы де Лонгви. Жерар де Ри, младший брат Жоашена де Ри, был секретарем Карла V и участником Итальянских войн.
Владение Варамбон, до 1601 года зависевшее от Савойского герцогства, было унаследовано Марком де Ри от тетки, Клодин де Ри (ум. 1593), добившейся от герцога в 1576 году возведения этой земли в ранг маркизата. Марк де Ри с 1577 года начал титуловаться маркизом де Варамбон, и в дальнейшем упоминался под этим именем в документах и мемуарах. Кроме этого был графом де Вара (Varax), де Ла-Рош-ан-Монтань, и сеньором де Сент-Ипполит, Виллерсексель и Ришмон.
В 1560 году стал аббатом-коммендатарием Сен-Клода. Участвовал в делегации, отправившейся 14 января 1575 в Нидерланды, и в феврале прибывшей в Брюссель. Сам де Ри из-за болезни смог приехать в столицу только в марте. Делегация была принята генерал-губернатором Рекесенсом, и Марк де Ри получил должность во Франш-Конте.
Маркиз де Варамбон, если верить «Мемуарам» Маргариты де Валуа, сыграл центральную роль в трагической истории ее придворной дамы мадемуазель де Турнон.  В конце июля 1577, во время поездки королевы Наваррской на воды в Спа для встречи с доном Хуаном Австрийским, Марк де Ри, вместе с братом, бароном де Балансоном, и герцогом ван Арсхотом входил в свиту наместника. Он сопровождал дона Хуана 24 июля 1577, когда тот принял во владение Намюрский замок.
28 октября 1577 маркиз вместе с советником герцогства Люксембург был направлен в Германию, и до января 1578 вел переговоры с герцогом Баварским и императором Рудольфом II по поводу эрцгерцога Маттиаса и набора войск. 5 марта 1578 послы представили наместнику доклад о результатах миссии.
Вернувшись весной 1578 в Бургундию, Варамбон набрал полк, вошедший в состав королевской армии. Это подразделение дислоцировалось во Франш-Конте. Набранный частью из местных крестьян, частью из наемников, полк плохо снабжался, и занимался грабежом и насилиями на территории графства. Филипп II в послании Фарнезе от 12 сентября 1579 заметил, что солдаты Варамбона доходят до оскорбления религии.
После взятия Маастрихта Фарнезе приказал вернуть в Нидерланды иностранные войска, в том числе и бургундские части. Два верхнебургундских полка (барона де Клерво и Варамбона) остались во Франш-Конте, но маркиз прибыл в Нидерланды, и стал одним из высших офицеров в ставке наместника.
Весной 1580 Варамбон узнал, что войска Генеральных штатов собираются напасть на Рубе, где находился Робер де Мелён с семьей, и поспешил на помощь генералу. Под командованием де Мелёна маркиз 10 мая 1580 участвовал в битве при Ингельмюнстере, где был взят в плен лагерный маршал Генеральных штатов Франсуа де Лану. Варамбон в этом сражении был ранен. В следующем году участвовал в осаде Турне (5.10—30.11), а в августе 1582 в неудачной попытке захватить Гент.
После того, как Южные Нидерланды согласились на возвращение иностранных войск, Фарнезе приказал Варамбону привести бургундский полк, и маркиз 3 июля 1582 привел под стены Ауденарде 2000 человек, произведя впечатление форсированным маршем, в ходе которого подразделение проходило более 37 км в сутки.
В начале 1583 он организовал размещение королевских войск на зимних квартирах в районе Касселя. В том же году участвовал во взятии Дюнкерка.
Принимал участие в осаде Антверпена. 27 августа вступил в город в свите герцога Пармского. На торжественной церемонии 27 апреля 1586 в Брюсселе первым получил из рук наместника цепь ордена Золотого руна, которая была ему обещана еще в 1577 году.
В 1587 году был направлен на границу Лотарингии и Франш-Конте. В мае занял Люр, в августе его полк поступил под командование герцога Лотарингского.
В 1588 году бургундский полк, состав которого уменьшился в ходе предыдущих кампаний, был соединен с ирландским терсио, в ходе формирования авангарда сил вторжения, которые должна была принять на борт Непобедимая армада.
В 1589 году Варамбон был назначен статхаудером и генерал-капитаном Гелдерна, и принял командование армией, воевавшей на стороне Эрнста Баварского. Потерпел неудачу при попытке взять Райнсберг, вступил в конфликт с другими генералами, после чего был отозван Фарнезе, и 10 августа 1590 назначен губернатором и генерал-капитаном Артуа. В честь этого события в 1591 году была выпущена памятная медаль. С этого времени бургундцы Варамбона стали вспомогательными войсками. В 1590—1592 годах они находились в Нидерландах, и не участвовали в походах герцога Пармского во Францию.
После смерти Фарнезе Марк де Ри неоднократно рассматривался как кандидат на пост командующего полевой армией, но так и не получил повышения, оставшись во главе гарнизонов и территориальных частей, оборонявших Артуа.
По мнению Клода Депова, предубеждение нидерландских чиновников против иностранцев проявилось в ходе встречи эрцгерцога Эрнста с духовенством, губернаторами и членами Госсовета 18—19 января 1595, когда мнения Варамбона и Карла фон Мансфельда наместник выслушал последними.
Испанцы также не испытывали к маркизу уважения. 15 февраля 1595 Диего Ибарра, секретарь Эрнста Австрийского, заявил, что Варамбон в военных делах не на высоте.
Вскоре это мнение подтвердилось. Осенью 1596 французская армия маршала Бирона вторглась в Артуа. 1 сентября французы взяли замок Эмберкур, а 5-го, при попытке отбить крепость, Варамбон был взят в плен. Французы потребовали выкуп в 40 тыс. экю (60 тыс. флоринов, или 160 тыс. ливров), и предоставили маркизу три месяца для сбора средств в его контуазских и бресских владениях.
Пуллен де Сен-Фуа рассказывает, что маршал Бирон, чьим пленником был Марк де Ри, назначил выкуп в 30 тысяч экю. Узнав об этом, маркиз заявил, что скорее останется в плену до конца своих дней, чем согласится с такой суммой, явно недостойной человека его положения. Бирон принес извинения и осведомился, какую цену тот сам считает справедливой? Варамбон предложил за себя 50 тысяч.
Пленение Варамбона подтвердило негативное мнение о нем, высказанное в отчете о нидерландских госслужащих от 2 апреля 1596: «Дворянин отважный, но лишенный способностей. Не нанесет ущерба, погибнув ради короля или ради чести».
7 сентября временным генерал-капитаном Артуа был назначен князь де Шиме. Тем не менее, формально Марк де Ри оставался губернатором до самой смерти. Э. Пуле датирует ее 24 декабря 1598. Место погребения неизвестно.

## Семья
После трагического окончания истории с мадемуазель де Турнон, маркиз де Варамбон формально вступил в брак только спустя 20 лет.
20 марта 1596 эрцгерцог Альбрехт проинформировал Филиппа II о проекте брака маркиза со вдовствующей герцогиней Брауншвейгской.
В 1597 или в феврале 1598 Марк де Ри женился на Доротее Лотарингской, дочери герцога Франсуа I и Кристины Датской. При этом есть сведения, что тайный брак между ними был заключен вскоре после того, как герцогиня в 1584 году овдовела. Маргарита де Валуа также сообщает, что Варамбон женился на принцессе, вопреки сопротивлению ее родни.
Дети от этого брака неизвестны.